# La Chapelle (Savoie)
La Chapelle ist eine Gemeinde in den Savoyer Alpen in Frankreich. Sie gehört zum Region Auvergne-Rhône-Alpes, zum Département Savoie, zum Arrondissement Saint-Jean-de-Maurienne und zum Kanton Saint-Jean-de-Maurienne. Sie grenzt im Nordwesten an Saint-Léger, im Norden an Épierre, im Osten an Montgellafrey, im Süden an Les Chavannes-en-Maurienne und im Südwesten an Saint-Rémy-de-Maurienne. 

## Bevölkerungsentwicklung
| Jahr                       | 1962 | 1968 | 1975 | 1982 | 1990 | 1999 | 2008 | 2018 | 2021 |
| -------------------------- | ---- | ---- | ---- | ---- | ---- | ---- | ---- | ---- | ---- |
| Einwohner                  | 313  | 259  | 232  | 219  | 239  | 268  | 325  | 331  | 329  |
| Quellen: Cassini und INSEE |      |      |      |      |      |      |      |      |      |